# 16450 Messerschmidt
16450 Messerschmidt è un asteroide della fascia principale. Scoperto nel 1989, presenta un'orbita caratterizzata da un semiasse maggiore pari a 3,222504 UA e da un'eccentricità di 0,090063, inclinata di 5,884139° rispetto all'eclittica. Ha un diametro di 13,943 km, un periodo di rotazione di 7,07921 ore e un'albedo di 0,076.
Fa parte della famiglia di asteroidi Hygiea.
L'asteroide è dedicato a Daniel Gottlieb Messerschmidt, naturalista tedesco del XVIII secolo.